# Hushakert
Hushakert là một đô thị thuộc tỉnh Armavir, Armenia. Dân số ước tính năm 2011 là 1051 người.